# Pic noir
Dryocopus martius
Espèce
Répartition géographique
Statut de conservation UICN

 LC  : Préoccupation mineure
Ne doit pas être confondu avec Pic Noir (Savoie).
Le Pic noir (Dryocopus martius) est une espèce d'oiseaux de la famille des Picidae. C'est la plus grande des espèces de pics européens.

## Description
C'est un grand pic au plumage noir, sauf une calotte rouge. Elle est plus importante chez le mâle, la calotte s'étend jusqu'au front quasiment jusqu'à la base du bec alors que chez la femelle la calotte rouge s'arrête au milieu de la tête. Le bec est blanc et les yeux blanc jaunâtre.
Les jeunes ont une livrée brune, le bec est jaunâtre et les yeux sont gris-bleu.
C'est un oiseau forestier au tambourinage très sonore, hôte des forêts de hêtres et de conifères, qui se nourrit d'insectes xylophages.
Sa taille peut atteindre 55 cm pour un poids d'environ 300g.

## Comportement

### Alimentation
Le pic noir est insectivore, en particulier les insectes xylophages. Il creuse le bois ou l'écorce à l'aide de son bec très puissant pour extraire les insectes et larves qui s'y abritent. Il complète ce régime par des fourmis, des graines, des fruits et même de la sève.

### Comportement social

#### Comportement territorial
En dehors de la période de reproduction, c'est un oiseau sédentaire, territorial et solitaire.

#### Vocalisations
"Pi-uuuuu" sonore, long, plaintif.
"Kli-uu" sifflé.
En vol, "krukrukrukru" puissant.
Long tambourinage très puissant.

#### Commensalisme
Ses loges sont réutilisées comme nichoir par de nombreuses autres espèces comme la Chouette de Tengmalm, la Martre des pins, le Choucas des tours par exemple ou, plus étonnant, par le Garrot à œil d'or, un canard du nord de l'Europe.

### Nidification
Il installe son nid dans une forêt de plaine ou de montagne dans des arbres sains, en général des hêtres, à une hauteur variant entre 5m et 20m. Il niche jusqu'à 2100m d'altitude. Il creuse une cavité de grande taille en forme de puits pouvant aller jusqu'à 55 cm de profondeur pour un diamètre de 9cm sur 12cm au niveau de l'entrée dans laquelle il installe son nid.
La femelle réalise une ponte annuelle, elle pond  le plus souvent 3-4 œufs blanc entre avril et juin, l'incubation est courte environ 12 jours. Les jeunes sont nidicoles, ils quittent le nid au bout de 28 jours. Le pic noir à une espérance de vie d'environ 12 ans.

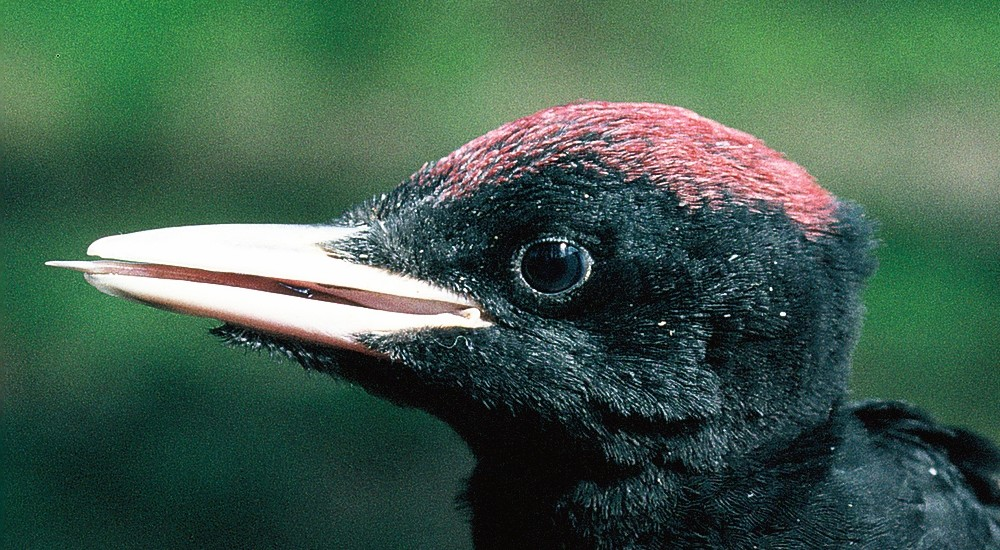
Jeune pic noir.

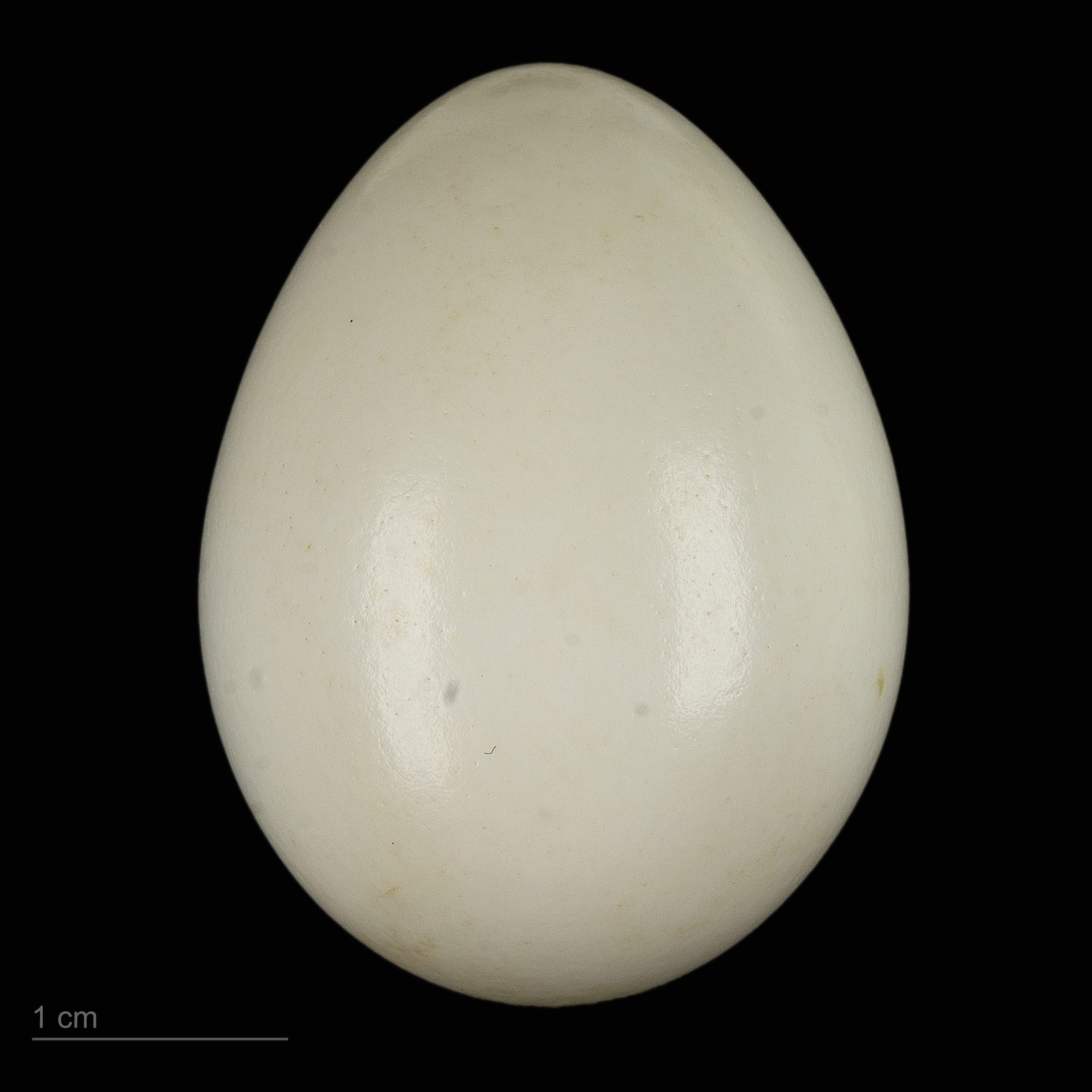
Œuf de Dryocopus martius pinetorum - Muséum de Toulouse

## Répartition et habitat
Le Pic noir est originaire des forêts montagnardes du nord et du centre de l'Europe. Il est assez répandu sur ce continent, mais il est très rare en Espagne et en Italie et absent des îles britanniques, de l'Islande, et du Portugal. En France, il est en expansion en plaine et vers les régions atlantiques depuis le début des années 1960, sans qu'on puisse en expliquer réellement la raison. L'hypothèse d'une modification des pratiques sylvicoles est avancée, mais les ornithologues français se perdent en conjectures. En Belgique, l'espèce connaît le même dynamisme parce qu'elle a largement profité des vagues d'enrésinement et plus particulièrement des exploitations de résineux. En effet, le Pic noir utilise les souches des résineux à la recherche d'insectes xylophages dont il se nourrit abondamment (Colmant 1996). On retrouve cette espèce sur une grande partie de l'Eurasie jusqu'au Japon, à la péninsule coréenne et à la Chine. Cette espèce est aussi présente dans les Balkans jusqu'à la Grèce, ainsi que dans le Caucase et au sud de la Mer Caspienne.

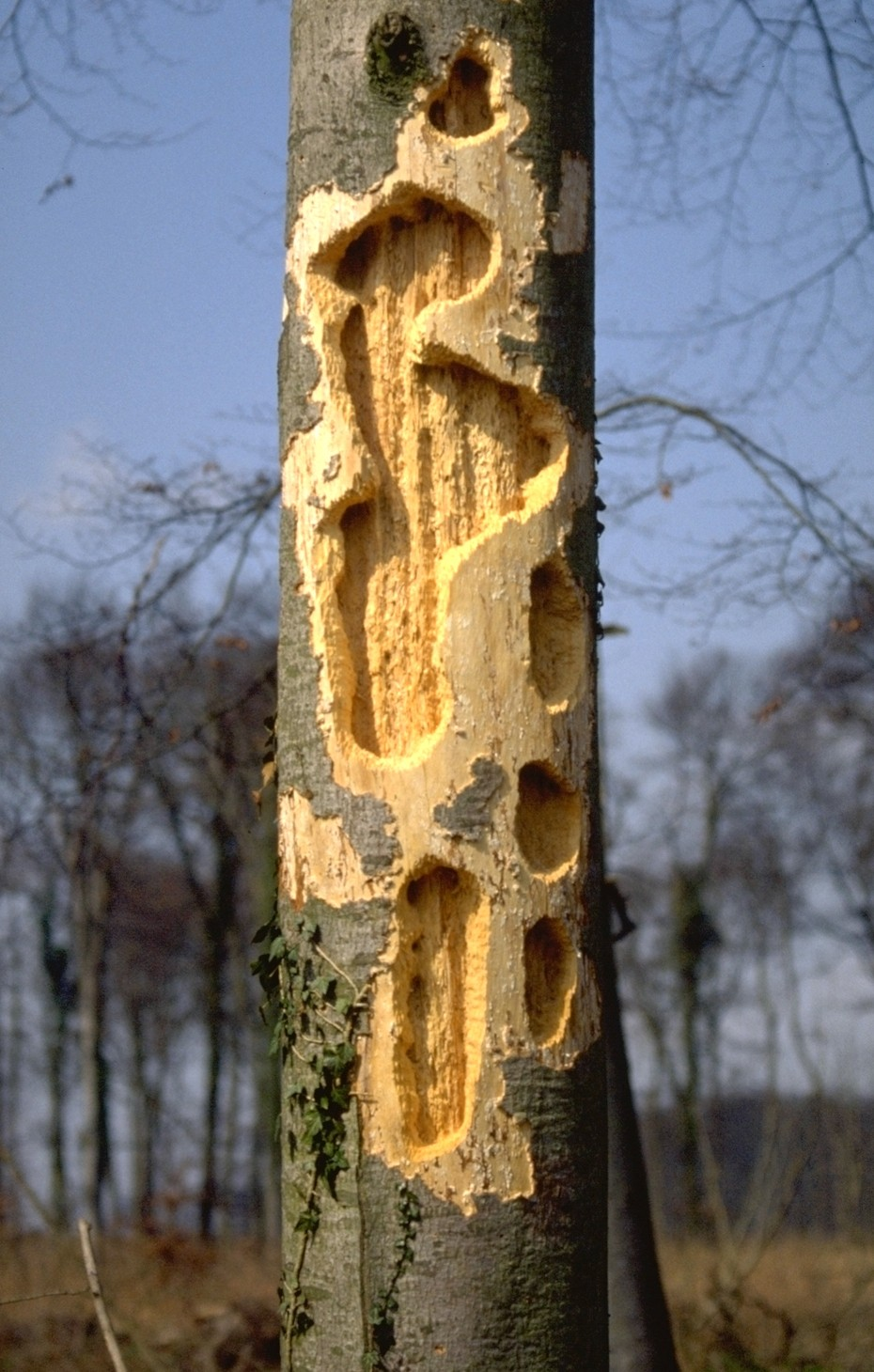
Vieux tronc de hêtre commun utilisé par un pic noir pour se nourrir (Forêt de Hez-Froidmont, Oise).

## Sous-espèces
D'après la classification de référence (version 5.2, 2015) du Congrès ornithologique international, cette espèce est constituée des deux sous-espèces suivantes (ordre phylogénique) :
- Dryocopus martius martius, est répandue dans la zone paléarctique, de la France et la Scandinavie au nord du Japon ; incluant D. m. pinetorum ;
- Dryocopus martius khamensis, plus petite, vit dans le sud-ouest de la Chine et au Tibet.

## Protection
Le Pic noir bénéficie d'une protection totale sur le territoire français depuis l'arrêté ministériel du 17 avril 1981 relatif aux oiseaux protégés sur l'ensemble du territoire. Il est inscrit à l'annexe I de la directive Oiseaux de l'Union européenne. Il est donc interdit de le détruire, le mutiler, le capturer ou l'enlever, de le perturber intentionnellement ou de le naturaliser, ainsi que de détruire ou enlever les œufs et les nids, et de détruire, altérer ou dégrader son milieu. Qu'il soit vivant ou mort, il est aussi interdit de le transporter, colporter, de l'utiliser, de le détenir, de le vendre ou de l'acheter. Les mesures sont équivalentes dans d'autres pays, dont la Belgique.
Un autre volet de la protection du Pic noir concerne ses sites de nidification et ses arbres à loges. L'enjeu pour le Pic noir et les espèces hôtes est important. Pour l'illustrer, un suivi de 15 ans dans des forêts de Wallonie en Belgique permet de tirer des enseignements du maintien des arbres à loges lors des exploitations forestières (Colmant 2010). Non seulement le nombre de loges augmente progressivement, ce qui favorise les reproductions du Pic noir mais aussi celles des espèces hôtes tels le Pigeon colombin (Columba oenas), le Choucas des tours (Corvus monedula), ainsi que celles d’autres espèces d’Oiseaux, de Mammifères et d'Hyménoptères. Les résultats suggèrent que l’augmentation du nombre de loges se poursuit avec la mesure conservatoire et que celles-ci sont occupées par un cortège d’espèces de plus en plus diversifiées au fil des ans.

## État des populations, pression et menaces
Comme tous les pics, le Pic noir a sans doute beaucoup souffert au XXe siècle de la raréfaction des bois morts et arbres sénescents en forêt. Le monitoring de la « Station ornithologique suisse » a montré que la restauration de la quantité et qualité des bois morts et sénescents (suivi par l'Inventaire forestier national suisse) a permis une nette augmentation des populations reproductrices des espèces forestières dépendante de plusieurs types de bois mort (pic noir, mais aussi Pic épeiche, Pic mar, Pic épeichette, Pic vert, Pic tridactyle ainsi que Mésange huppée, Mésange boréale et Grimpereau des bois) de 1990 à 2008, bien que, dans une certaine mesure, ces données soient variables selon les espèces. Le Pic à dos blanc a même fortement élargi son aire dans l’est de la Suisse.
Pour toutes les espèces suivies, hormis pour le Pic vert et le Pic mar, la disponibilité croissante en bois mort semble être le facteur explicatif le plus important. Ces espèces consommant les insectes parasites des arbres, on peut supposer que la résilience écologique des forêts en sera améliorée,,,.